# Старр-Скул (Монтана)
Старр-Скул (англ. Starr School) — переписна місцевість (CDP) в США, в окрузі Глейшер штату Монтана. Населення — 267 осіб (2020).

## Географія
Старр-Скул розташований за координатами 48°36′18″ пн. ш. 113°8′32″ зх. д. / 48.60500° пн. ш. 113.14222° зх. д. (48.604909, -113.142293). За даними Бюро перепису населення США в 2010 році переписна місцевість мала площу 10,96 км², з яких 10,95 км² — суходіл та 0,01 км² — водойми.

## Демографія
Згідно з переписом 2010 року, у переписній місцевості мешкали 252 особи в 68 домогосподарствах у складі 54 родин. Густота населення становила 23 особи/км². Було 71 помешкання (6/км²).
Расовий склад населення:
| - 97,2 % — корінних американців - 2,0 % — білих |

До двох чи більше рас належало 0,8 %. Частка іспаномовних становила 1,6 % від усіх жителів.
За віковим діапазоном населення розподілялося таким чином: 34,5 % — особи молодші 18 років, 54,4 % — особи у віці 18—64 років, 11,1 % — особи у віці 65 років та старші. Медіана віку мешканця становила 27,8 року. На 100 осіб жіночої статі у переписній місцевості припадало 104,9 чоловіків; на 100 жінок у віці від 18 років та старших — 103,7 чоловіків також старших 18 років.
За межею бідності перебувало 17,8 % осіб, у тому числі 0,0 % дітей у віці до 18 років та 45,5 % осіб у віці 65 років та старших.
Цивільне працевлаштоване населення становило 30 осіб. Основні галузі зайнятості: освіта, охорона здоров'я та соціальна допомога — 63,3 %, мистецтво, розваги та відпочинок — 36,7 %.